# San-Nicolao
San-Nicolao est une commune française située dans la circonscription départementale de la Haute-Corse et le territoire de la collectivité de Corse. Elle appartient à l'ancienne piève de Moriani dont elle était le chef-lieu.

## Géographie

### Localisation
San-Nicolao est situé sur la façade nord-est de la Corse, à 37 kilomètres au sud de Bastia et à 28,9 kilomètres au nord d'Aléria.
San-Nicolao est limitrophe de trois communes : Santa-Maria-Poggio au sud, surplombé à l'ouest par San-Giovanni-di-Moriani et Santa-Lucia-di-Moriani au nord.
| San-Giovanni-di-Moriani   | Santa-Lucia-di-Moriani | Mer Tyrrhénienne |
| San-Giovanni-di-Moriani   | San-Nicolao            | Mer Tyrrhénienne |
| Santa-Reparata-di-Moriani | Santa-Maria-Poggio     | Mer Tyrrhénienne |

### Hydrographie
La commune de San-Nicolao est traversée par plusieurs cours d'eau :
- Le ruisseau de « Bordeo »
- La rivière de « Bucatoggio »
- La rivière de « Petrignani »
- Le ruisseau de  « Fumicello »

### Géologie et relief
La commune s'étend sur 7,73 km2. Elle présente une partie sur la plaine et une partie en montagne.

## Urbanisme

### Typologie
Au 1er janvier 2024, San-Nicolao est catégorisée bourg rural, selon la nouvelle grille communale de densité à sept niveaux définie par l'Insee en 2022.
Elle appartient à l'unité urbaine de Penta-di-Casinca, une agglomération intra-départementale regroupant sept  communes, dont elle est ville-centre,,. La commune est en outre hors attraction des villes,.
La commune, bordée par la mer Méditerranée, est également une commune littorale au sens de la loi du 3 janvier 1986, dite loi littoral. Des dispositions spécifiques d’urbanisme s’y appliquent dès lors afin de préserver les espaces naturels, les sites, les paysages et l’équilibre écologique du littoral, tel le principe d'inconstructibilité, en dehors des espaces urbanisés, sur la bande littorale des 100 mètres, ou plus si le plan local d’urbanisme le prévoit.

### Occupation des sols
L'occupation des sols de la commune, telle qu'elle ressort de la base de données européenne d’occupation biophysique des sols Corine Land Cover (CLC), est marquée par l'importance des forêts et milieux semi-naturels (59,1 % en 2018), une proportion identique à celle de 1990 (59,2 %). La répartition détaillée en 2018 est la suivante : 
forêts (51,9 %), zones agricoles hétérogènes (20,7 %), zones urbanisées (16,6 %), milieux à végétation arbustive et/ou herbacée (7,2 %), cultures permanentes (3,6 %). L'évolution de l’occupation des sols de la commune et de ses infrastructures peut être observée sur les différentes représentations cartographiques du territoire : la carte de Cassini (XVIIIe siècle), la carte d'état-major (1820-1866) et les cartes ou photos aériennes de l'IGN pour la période actuelle (1950 à aujourd'hui).

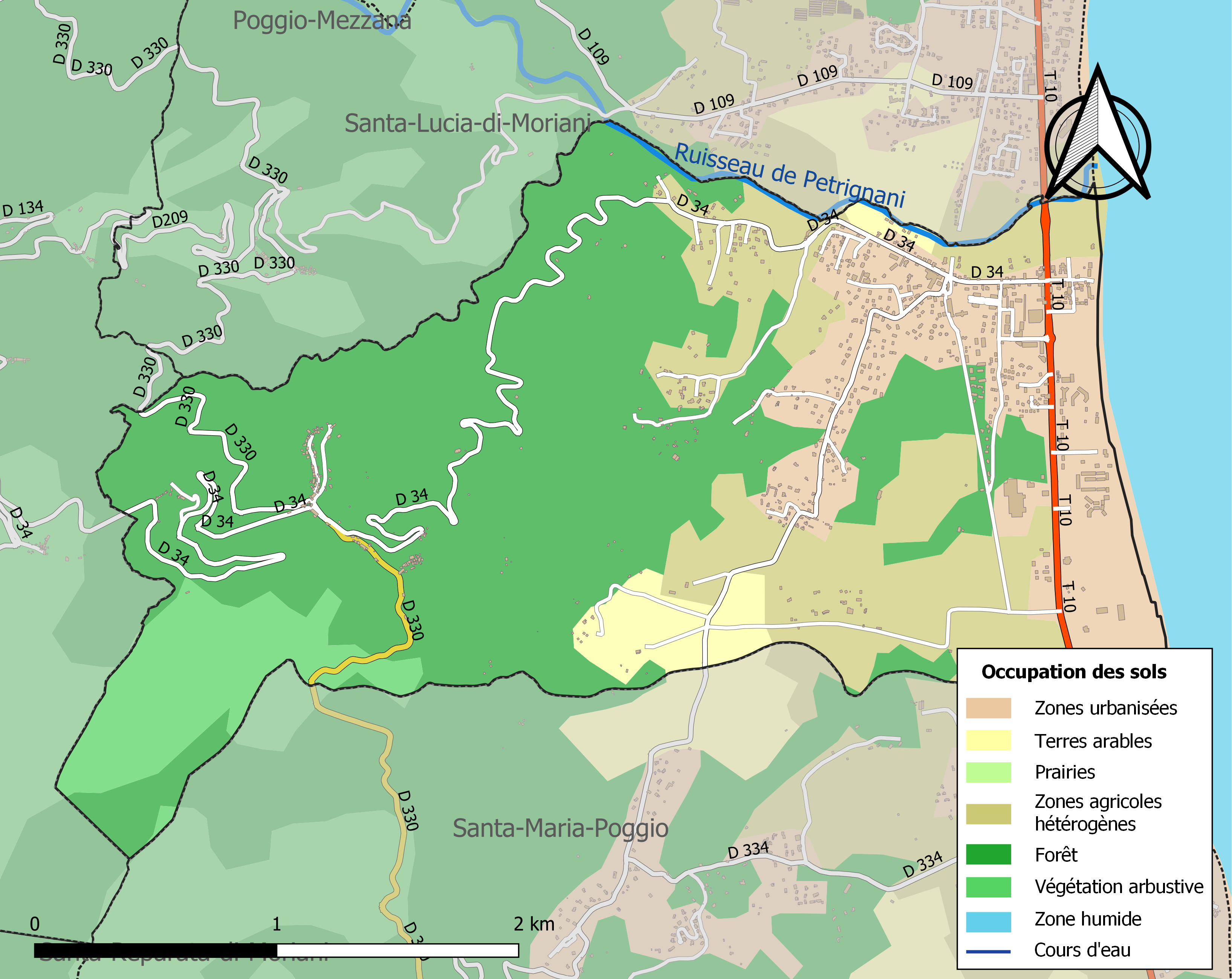
Carte des infrastructures et de l'occupation des sols de la commune en 2018 (CLC).

### Lieux-dits, hameaux et écarts
San-Nicolao est historiquement constitué de huit hameaux qui forment la commune :
- le hameau de Castellana ;
- le hameau de Fano ;
- le hameau de Mucchio ;
- la marine de la Padulella, devenue aujourd'hui la station balnéaire de Moriani-Plage ;
- le hameau de Piedigrado ;
- le hameau de Raggia, aujourd'hui à l'état de ruine ;
- le hameau de Ribbiola ;
- le hameau de Rusticaccia, aujourd'hui disparu.

### Voies de communication et transports

#### Voies routières
Moriani-Plage est traversé par la RT 10 (ex-RN 198) qui relie Bonifacio et Casamozza - Lucciana par la plaine littorale.
La partie haute de la commune est traversée par la D 330 appelée la route de la Corniche, elle relie Cervione à Taglio-Isolaccio dans la montagne. Elle traverse Santa-Maria-Poggio, San-Nicolao, Santa-Lucia-di-Moriani, Poggio-Mezzana, Velone-Orneto, Talasani et Pero-Casevecchie.

## Toponymie
La commune se nomme San-Nicolao en référence à saint Nicolas (San Nicola en italien, San Nicolaiu en corse).
En corse, la commune se nomme Santu Niculaiu di Moriani (prononcé [sɑ̃ŋ.tu ni.gu.ˌlaː.ju i mo.ˈrjɑ̃ː.ni]). Le nom de Moriani-Plage a été donné à la marine de la Padulella (marais) lors de sa transformation en station balnéaire au XXe siècle.

## Histoire
Aux époques médiévale et moderne, la paroisse de San-Nicolao faisait partie de la pieve de Moriani qui elle-même appartenait à la province d'Aléria et au diocèse de Mariana.
La marine de la Padulella était constituée du tour génoise (aujourd'hui détruite) et d’entrepôts qui en faisait le débouché maritime des productions de la Castagniccia.
L'histoire locale est notamment marquée par l'embarquementle 7 juillet 1739 d'une partie des chefs de la seconde insurrection contre la république de Gênes à la marine de la Padulella : Luigi Giafferi et son fils Agostino, Giacinto Paoli et son fils Pascal âgé de 14 ans, Gian Giacomo (dit Castineta), Giuseppe Maria et Francesco Saverio Ambrosi, Antonio Francesco Giappiconi, Francesco Maria Natali, Marco Pasqualini, Carlo Giovanni Dionisi, Pietro, fils de Don Patrizio, Pietro Giovannoni, Antonio Cristini, Gian Paolo Colombani, Antonio Francesco Filippi, Gian Andrea Celli, Gian Carlo et Odoardo Ciavaldini, Don Pietro Orsini, Marc’Antonio Limperani, Antonio Serpentini, Paolo Felice Recconi, Orso Martino Albertini, Gian Maria Poletti, les pères Benedetto, Donati, Michelangelo.
La paroisse de San-Nicolao a été érigée en commune en 1790.

## Politique et administration

### Liste des maires
| Période                                  | Période                       | Identité                 | Étiquette   | Qualité |
| ---------------------------------------- | ----------------------------- | ------------------------ | ----------- | --- |
| 1900                                     | 1905                          | Antoine Louis Marchetti  |             | |
| 1905                                     | 1908                          | Louis Philippe Marchetti |             | |
| 1908                                     | 1914                          | Antoine Marchetti        |             | |
| 1914                                     | 1916                          | Joseph Mannoni           |             | Conseiller délégué |
| 1916                                     | 1919                          | Antoine Marchetti        |             | |
| 1919                                     | 1923                          | Mathieu David Gallucci   |             | |
| 1923                                     | 1925                          | Don Augustin Gigantei    |             | |
| 1925                                     | 1935                          | Louis Marchetti          |             | |
| 1935                                     | 1940                          | Eugène Sébastien Brocca  |             | |
| 1940                                     | 1943                          | Séraphin Brocca          |             | Délégation spéciale |
| 1943                                     | 1945                          | Louis Marchetti          |             | |
| 1945                                     | 1965                          | Jean Tafani              |             | |
| 1965                                     | 1984                          | Ange Simonpaoli          |             | |
| 1984                                     | mars 2001                     | Jean-Claude Bonaccorsi   | RPR         | Avocat honoraire Député de la 2e circonscription de la Haute-Corse (1995 → 1997) Conseiller général du canton de Campoloro-di-Moriani (1985 → 1998) Conseiller à l'Assemblée de Corse (1998 puis 1999 → 2001)        |
| mars 2001                                | juin 2007 (décès)             | Claude Olivesi           | PS puis DVG | Maître de conférences à l'université de Corte et politologue Conseiller général du canton de Campoloro-di-Moriani (1998 → 2007) Vice-président du conseil général (2004 → 2007) Président de la CC de la Costa Verde |
| août 2007                                | En cours (au 19 janvier 2021) | Marie-Thérèse Olivesi    | DVG         | Membre du conseil exécutif (2010 → 2015) Conseillère à l'Assemblée de Corse (2010 puis 2015 → 2017) Réélue en 2008, 2014 et 2020                                                                                     |
| Les données manquantes sont à compléter. |                               |                          |             | |

## Population et société

### Démographie

#### Évolution démographique
L'évolution du nombre d'habitants est connue à travers les recensements de la population effectués dans la commune depuis 1800. Pour les communes de moins de 10 000 habitants, une enquête de recensement portant sur toute la population est réalisée tous les cinq ans, les populations de référence des années intermédiaires étant quant à elles estimées par interpolation ou extrapolation. Pour la commune, le premier recensement exhaustif entrant dans le cadre du nouveau dispositif a été réalisé en 2008.

En 2022, la commune comptait 2 048 habitants, en évolution de +5,4 % par rapport à 2016 (Haute-Corse : +5,15 %, France hors Mayotte : +2,11 %).
| 1800 | 1806 | 1821 | 1831 | 1836 | 1841 | 1846 | 1851 | 1856 |
| ---- | ---- | ---- | ---- | ---- | ---- | ---- | ---- | ---- |
| 490  | 543  | 523  | 618  | 611  | 606  | 604  | 256  | 612  |

| 1861 | 1866 | 1872 | 1876 | 1881 | 1886 | 1891 | 1896 | 1901 |
| ---- | ---- | ---- | ---- | ---- | ---- | ---- | ---- | ---- |
| 631  | 588  | 569  | 599  | 753  | 688  | 710  | 715  | 714  |

| 1906 | 1911 | 1921 | 1926 | 1931 | 1936 | 1946 | 1954 | 1962 |
| ---- | ---- | ---- | ---- | ---- | ---- | ---- | ---- | ---- |
| 804  | 816  | 667  | 912  | 589  | 750  | 510  | 519  | 573  |

| 1968 | 1975 | 1982 | 1990  | 1999  | 2006  | 2008  | 2013  | 2018  |
| ---- | ---- | ---- | ----- | ----- | ----- | ----- | ----- | ----- |
| 682  | 731  | 867  | 1 061 | 1 316 | 1 492 | 1 543 | 1 805 | 2 031 |

| 2022  | - | - | - | - | - | - | - | - |
| ----- | - | - | - | - | - | - | - | - |
| 2 048 | - | - | - | - | - | - | - | - |

#### Pyramide des âges
La population de la commune est relativement âgée.
En 2018, le taux de personnes d'un âge inférieur à 30 ans s'élève à 28,3 %, soit en dessous de la moyenne départementale (31,4 %). À l'inverse, le taux de personnes d'âge supérieur à 60 ans est de 35,8 % la même année, alors qu'il est de 29,2 % au niveau départemental.
En 2018, la commune comptait 940 hommes pour 1 091 femmes, soit un taux de 53,72 % de femmes, largement supérieur au taux départemental (51,04 %).
Les pyramides des âges de la commune et du département s'établissent comme suit.
| Hommes | Classe d’âge | Femmes |
| ------ | ------------ | ------ |
| 1,9    | 90 ou +      | 3,5    |
| 11,6   | 75-89 ans    | 12,9   |
| 20,2   | 60-74 ans    | 21,2   |
| 20,1   | 45-59 ans    | 19,9   |
| 16,3   | 30-44 ans    | 15,6   |
| 12,3   | 15-29 ans    | 12,1   |
| 17,6   | 0-14 ans     | 14,8   |

| Hommes | Classe d’âge | Femmes |
| ------ | ------------ | ------ |
| 0,8    | 90 ou +      | 1,9    |
| 9,1    | 75-89 ans    | 11     |
| 18,9   | 60-74 ans    | 19     |
| 20,4   | 45-59 ans    | 20,4   |
| 18,6   | 30-44 ans    | 18,7   |
| 16,5   | 15-29 ans    | 15,1   |
| 15,6   | 0-14 ans     | 14     |

### Enseignement
San-Nicolao est pourvu d'une école maternelle et d'une école élémentaire toutes les deux publiques qui se trouvent à Moriani-Plage près de la Mairie.

## Culture locale et patrimoine

### Lieux et monuments
- Le pont génois de Santa Maria sur le Bucatoggio.
- L'aqueduc de l'Arcate[18]
- Église paroissiale Saint-Nicolas, classée au titre des monuments historiques en 1976[19].
- Moriani-Plage, station balnéaire de la commune située sur la RT 10 (ex-RN 198) (axe Bastia-Bonifacio)
- La cascade d'Ucelluline[20].

### Personnalités liées à la commune
- Don Giovanni de Battisti, chanoine, auteur en 1731, du Progetto conciliativo, proposant une large autonomie de la Corse au sein de la république de Gênes
- Dominitio de Battisti, médecin à Gênes et à Venise
- Louis de Battisti, combattant des FFL, Colonel du 3e régiment de chasseurs d'Afrique.
- Marc Antonio Giappiconi, originaire de la Venzolasca di Santa Lucia di Moriani établi au Fano, colonel au service de la république de Venise, membre du gouvernement national à partir de 1764.
- Napoléon Bonaparte (1769-1821), y séjourna en février 1815 à la veille des Cents-Jours après son évasion de l'île d'Elbe[21].
- Paul Ortoli (1900-1979), amiral de la marine française, y est enterré.
- Anton Francesco Filippini (1908-1985), écrivain et poète corse et était également un irrédentiste italien y est né.
- Dominique Lokoli (1952-), ancien footballeur - (1970 - 1987)
- Laurent Lokoli, tennisman.

### Héraldique
La commune, sur son site et sur ses publications utilise un logo "blasonniforme" représentant un buste de saint Nicolas surmonté d'une branche de lin accompagné d'un rameau d'olivier à sa gauche et d'une branche de châtaignier, à sa droite, sous lui, en demi-cercle huit étoiles les deux supérieures d'argent, les autres d'or, le tout enfermé dans une forme d'écu dont le sommet est en forme de couronne murale semi-circulaire à cinq tours. L'ensemble est représenté avec à sa base la devise "Sine conventu eventus" dans un listel.
Bien que proche d'un blason, cette forme fantaisiste ne peut être considéré comme telle.